# Europejskie Igrzyska Halowe w Lekkoatletyce 1968 – sztafeta 1+2+3+4 okrążenia kobiet
Sztafeta szwedzka 1+2+3+4 okrążenia kobiet – jedna z konkurencji biegowych rozgrywanych podczas lekkoatletycznych europejskich igrzysk halowych w hali Palacio de Deportes w Madrycie. Rozegrano od razu bieg finałowy 9 marca 1968. Długość jednego okrążenia wynosiła 182 metry. Zwyciężyła reprezentacja Związku Radzieckiego, która obroniła tytuł zdobyty na poprzednich igrzyskach.

## Rezultaty

### Finał
Rozegrano od razu bieg finałowy, w którym wzięły udział 2 sztafety.

Opracowano na podstawie materiału źródłowego.
| Miejsce | Reprezentacja  | Zawodniczki                                                       | Czas   |
| ------- | -------------- | ----------------------------------------------------------------- | ------ |
| 1       | ZSRR           | Lilja Tkaczenko, Wira Popkowa, Nadieżda Sieropiegina, Anna Zimina | 4:28,3 |
| 2       | Czechosłowacja | Eva Putnová, Vlasta Seifertová, Libuše Macounová, Emília Ovádková | 4:39,0 |